# Radu-Anton Maier
Radu-Anton Maier (n. 28 aprilie 1934, Cluj, România) este pictor, grafician, desenator și ilustrator german de origine română. El se numără printre „corifeii generației explosive ai anilor 70” . Creația lui se definește printr-o sistematică simbioză a tematicii clasice, cu o sumă de mijloace tehnice moderne, care poartă amprenta unei rupturi deliberate cu tradiția secolului trecut.

## Viața
Radu-Anton Maier a studiat pictura la Academia „Ion Andreescu” din Cluj, la început în clasa Prof. Teodor Harșia, apoi în acea a Prof. Aurel Ciupe. După absolvire este angajat ca asistent al Prof. Ciupe, calitate în care va lucra temporar și alaturi de Prof. Corneliu Baba, în București.
Radu-Anton Maier reușește să ia contact nemijlocit cu arta europeană grație unei burse de studii (1965-1966) a Academiei ”Pietro Vannucci” din Perugia (Italia). Tangențele tot mai frecvente cu pictura occidentală în perioada studiilor i-au marcat, definitiv, traiectoria de artist. "În România anilor '60-'70 era aproape imposibilă o adevarată dezvoltare sub aspect artistic și plastic - relatează Radu - deoarece fiecare artist în formare își concentra întreaga atenție în respectarea unei sume de tabu-uri, dictate de realismul socialist din acele vremuri.”
O impresionantă pictură murală, concepută și realizată de Radu-Anton Maier, asistat de Eugen Calmâc (și el artist plastic în formare), desfășurată pe o lungime de 40 m, în holul cinematografului Republica din Cluj-Napoca - este radiată și acoperită cu var, conform dispoziției Organelor Partidului Comunist, ca fiind de inspirație "burgheză, decadentă", cu elemente "dușmănoase clasei muncitoare”. La scurt timp – în semn de protest – pictorul va părăsi țara, stabilindu-se definitiv la München, în Germania.
Radu-Anton Maier va relua legăturile cu România abia după 1990 și va expune periodic în muzeele și galeriile de artă din întreaga țară. La Cluj a avut cel puțin 6 expoziții personale - evenimente artistice culminate în 1999 cu decernarea titlului de Cetătean de Onoare al municipiului Cluj-Napoca, „pentru meritele sale la sporirea renumelui și prestigiului plasticii clujene și românești în lume”.
Lucrările artistului se află în patrimoniul unor mari muzee din lumea întreagă și în colecții particulare de renume.

## Opera
În Germania, evoluția artistului este însoțită de o permanentă căutare de noi forme și formule de exprimare pe pânză, carton și hârtie. Peisajele sale – ruine sau interpretări arhitectonice, deșerturi sahariene sau structuri alpine – sunt nu numai complet ”de-populate”, ci de-a dreptul ”dez-umanizate”. O bizară înstrăinare se degajă din stânci găunoase, văgăuni sinistre sau masive suprafețe de lavă erodată. "Cu opera intinsa pe mai bine de cinci decenii de creație, RADU este un artist fascinat de lumile stranii, ordonate după rigorile matematic-vizionare ale  onirismului". 
Tehnica pictorului devine polivalentă și polistratificată. Tehnicile artelor plastice tradiționale - pictura, acuarela, acryl-ul sau tempera sunt deliberat evitate în favoarea unui melanj interactiv al acestora. Pensula intervine rar; locul ei este preluat de folosirea abuzivă a cuțitelor de paletă, a lamei de ras, a acelor, a șabloanelor, a uneltelor de perforat și de șlefuit.  Este perioada în care airbrush-ul devine elementul indispensabil procesului de creație al artistului. Elementele digitale, monotipia, frottage-ul, accrochage-ul completează arsenalul de creație ale pictorului. Opera de artă, rezultată din suprapunerea minuțioasă a circa 7-8 straturi de culoare, separate între ele cu diverse lacuri izolatoare, este declarată de Radu-Anton Maier ca poli-mixed-media.
Critica de specialitate este confruntată cu dificultăți de încadrare a artistului în curentele dominante ale artelor plastice, datorită absenței unor puncte de reper clar definite.
Datorită declaratei lui preferințe pentru ruinele greco-romane sau predilecția pentru cultura antichității în general, suntem tentați – superficial – să-l plasăm în universul creator al unui Caspar David Friedrich, însă gama de culoare, multitudinea mijloacelor tehnice utilizate și, nu în cele din urmă, o teamă, o angoasă  - greu identificabile – îl separă pe Radu de  romantismul clasic al secolului XVII. 
La o privire superficială a întregii opere, Radu-Anton Maier pare a avea corespondențe cu  suprarealismul liric al secolului XX; la o analiză mai profundă se desprind unele elemente din arsenalul ideatic al lui Max Ernst sau, mai rar, Paul Klee.
Criticul de artă, Prof. Univ. Dr. Livia Drăgoi deplasează excursul analitic în definirea demersului artstic al pictorului pe linia experimentului postmodern: "Asocierea neașteptată a unor motive naturale ori artefacte incongruente, ca și dialogul între marile spații aerate, eterice, diafane și formele de o fascinantă realitate tactilă și vizuală, figurate până în cele mai mici detalii cu o pregnantă acuratețe a reprezentării, aparțin strategiei de factură postmodernă (nedisimulat reverențioasă suprarealismului)".
Critica germană – mai ales cea de stînga – era (și mai este!) controversată în aprecierea integrală a artistului. Lui Radu i s-au reproșat consecvent incursiuni sistematice în antichitate, în diverse vestigii arhitecturale în descompunere sau șantiere arheologice, pe care le folosește ca un fel de ”refugiu” sau o ”manevră de evitare” a problemelor diurne, de iminentă stringență. De-a lungul deceniilor însă, a avut loc – nu numai sub acest aspect – o re-considerare sau, mai exact, o re-nuanțare a atitudinii publicistice față de opera artistului - nu in cele din urmă, datorită ciclului Monumente în prăbușire.
Projectul conceput în secolul trecut culminează cu seria Veneția. Laguna malata - un ”protocol al agoniei” început în anii ´90, prin care artisul propune o interpretare inedită a etern-fascinantei teme venețiene. "Spațiile poetice ale imaginilor absorb firesc,  în accepția criticului de artă Prof. Univ. Dr. Livia Drăgoi,  «emblemele locului» motive ale unui amplu repertoriu «vestigionar» încărcat de semnificații culturale, peste care se suprapune însă, într-un dureros contrapunct, o prezență umană halucinantă, angoasant sugerată prin reprezentarea, cu acuzată claritate, a unor fragmente anatomice bolnave: organe și segmente de sistem circulator terifiant pulsatile, segmente friabile ori chiar frânte din scheletul unui trup omenesc supus unor teribile presiuni…"
Prin asumarea profundă a semnificațiilor complexe ale temei venețiene Radu-Anton Maier lansează prin acest project intensive semnale de alarmă, adresate tuturor.

Mottoul pictorului: 
„Artistul pune probleme – el nu le rezolvă.”—Radu-Anton Maier  

## Expoziții (Listă selectivă)

### Expoziții personale
- 1957 – Expoziție în Leningrad, URSS.
- 1958 – Expoziție în Kiev, URSS.
- 1958 – Expoziție în Cluj-Napoca, România.
- 1964 – Expoziție în Perugia, Italia.
- 1966 – Expoziții în Iași, Miercurea-Ciuc și Arad, România.
- 1967 – "Retrospectivă Radu-Anton Maier", Cluj-Napoca, România.
- 1967 – O impresionantă pictură murală, desfășurată pe o lungime de peste 30 m în holul cinematografului Republica din Cluj-Napoca, este radiată, conform ordinului Organelor Partidului Comunist, ca fiind de inspirație "burgheză, decadentă".
- 1968 – Expoziție în "Haus der Begegnung", München, Germania.
- 1968-1974 – Expoziții personale în Bern (Elveția), München, Esslingen, Regensburg și Heilbronn (Germania).
- 1970 – „Ölmalerei in Mischtechnik und Collagen“, Haus der Begegnung, München.
- 1970 – Expoziție în "Galeria pro Arte", München.
- 1971 – Expoziție în "Siemens Stiftung", München.
- 1972 – Expoziție în "Galerie des Atelier-Theathers", Berna (Elveția).
- Din 1973 – participă în cadrul expozițiilor organizate de Künstlergilde Esslingen în "Kunstforum Ostdeutsche Galerie", Regensburg, Germania.
- 1974 – Expoziție în Galerie Symposion der Künste, Mannheim, Germania.
- 1974 – Expoziție în Siebenbürgischen Museum,Schloss Horneck, Germania.
- 1976 – Expoziție în "Galerie No .18", Essen, Germania.
- 1977 – Pictură în tehnică mixtă, prezentată în spațiile "Siebenbürgisches Museum", Schloss Horneck/Gundelsheim, Germania.
- 1979-1981 – Expoziții periodice în galeriile Antares, München, Germania.
- 1983 – Expoziție în "Galerie Möring", Wiesbaden, Germania.
- 1983 – Mare expoziție personală în Lincoln Gallery, New York, USA.
- 1984 – Expoziție jubiliară "Die kleine Retrospektive", Galerie im Schlosspavillon Ismaning, München, Germania.
- 1986 – Expoziție în Le Vigan, Frankreich.
- 1988 – Expoziție în galeria pro Arte, München.
- 1989-1990 – Expoziție în Regierung von Oberbayern, München, Germania.
- 1991 – Radu-Anton Maier revine cu o expoziție personală de mare anvergură politică și artistică în orașul natal, Cluj-Napoca, după mai bine de un sfert de secol.
- 1995 – Mare expoziție personală, conținând peste 80 de picturi, în Galeriile Fondului Plastic, Cluj-Napoca, România.
- 1997 – Expoziție organizată de către Muzeul Național de Artă din Cluj-Napoca, România.
- 1998 – Expoziție organizată în galeriile Camerei de Comerț din Cluj-Napoca, România.
- 1999 – Expoziție în galeria Frezia, Dej, România.
- 2000 – Expoziție personală în Sălile Academiei ASLA, Oradea, România.
- 2001 – Expoziția personală organizată de către Muzeul Brukenthal, Sibiu, România.
- 2002 – Expoziție în galeria Frezia, Dej, România.
- 2003 – Expoziția “Pictură, grafică, tehnică mixtă”, organizată de către Muzeul Național de Artă din Cluj-Napoca, România.
- 2005 – Expoziția "Transfigurarea realului", Casa Vernescu, București, România.
- 2007 – Expoziția „Laguna Malata I“, Muzeul Național de Artă din Cluj-Napoca, România.
- 2008 – Expoziția „Laguna Malata II“, galeria “Frezia”, Dej, România.
- 2009 – „Personala RADU“, galeria Casa Artelor, Cluj-Napoca, România.
- 2009 – „Ewig Virtuell. Werke des Malers Radu Maier“, galeria Consulatului General al României la Munchen, Germania.
- 2010 – Înființarea și deschiderea oficială a galeriei de artă contemporană RADUART și vernisarea expoziției personale „Traiectorii în metamorfoză”, Fürstenfeldbruck, Germania. Expoziția propune o imagine de ansamblu asupra activități artistice a pictorului.

### Expoziții de grup
- 1962 – Expoziție de grup în Timișoara, România.
- 1963 – Expoziție de grup în București, România.
- din 1975 participă sistematic la Große Kunstausstellung - cea mai prestigioasă manifestare anuală în domeniul artelor vizuale în München, Germania.
- 1977 – Expoziția „Landschaften“, Künstlergilde, Ostdeutsche Galerie, Regensburg, Germania.
- 1978 – Expoziția „Paris trifft München“, "Galerie Antares", München, Germania.
- 1979 – Expoziție de grup în Große Kunstausstellung, München, Germania.
- 1979 – Expoziția "Acht Künstler stellen aus: Landschaften", Studio-Galerie Frechen, Germania.
- 1979 – Expoziție de grup în "Galerie Antares", München, Germania.
- 1982 – Große Deutsche Kunstausstellung, München, Germania.
- 1986 – Expoziție în "Galerie im Schlosspavillion" (împreună cu Elisabeth Enders și Silvia Sachse), Ismaning, München, Germania.
- 1997 – "Ein mal vier. Plastiken und Gemälde von Liane Axinthe, Sandra Dunca, Elena Vlad-Loth, Radu Maier". Expoziție de grup, organizată de Versicherungskammer Bayern und des Berufsverbandes Bildender Künstler München und Oberbayern e. v., München, Germania.
- 2004 – Expoziția "Der Glaube hat überlebt", Residenz, München, Germania.
- 2004 – Expoziție în spațiile Ministerului Muncii, München, Germania.
- 2005 – Expoziția de grup „Bayern-Venedig“, Istituto Romeno di Cultura e Ricerca Umanistica, Veneția, Italia.
- 2009 – Expoziția de grup "Apoziția 40", organizată în cadrul galeriei Consulatul General al României la Munchen, Germania.
- 2010 – Expoziția Künstler aus Siebenbürgen - Grenzen, die verbinden în galeria de artă contemporană Raduart. 11 artiști plastici contemporani originari din Transilvania expun pictură, grafică și sculptură, Fürstenfeldbruck, Germania.
- 2011 – Expoziția Galerie Raduart lässt Blumen sprechen! în galeria de artă contemporană Raduart, Fürstenfeldbruck, Germania.
- 2012 – Expoziția Künstler aus Siebenbürgen - Grenzen, die verbinden în  galeria de artă contemporană Raduart. 7 artiști plastici contemporani originari din Transilvania expun pictură, grafică și sculptură, Fürstenfeldbruck, Germania.

## Galerie de artă

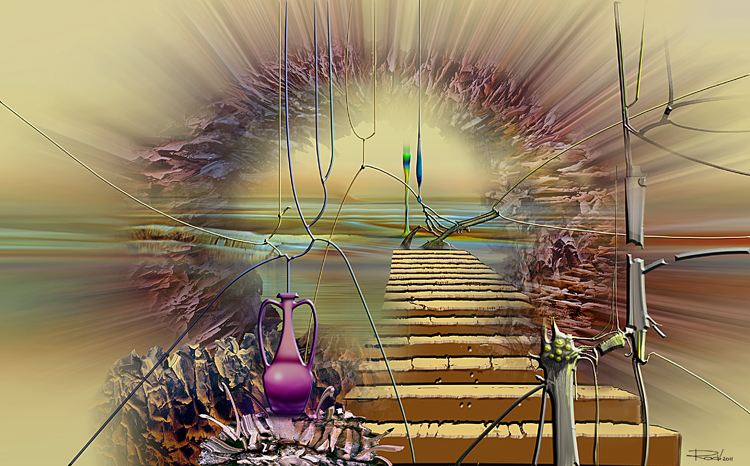
Radu, Ad Majorem
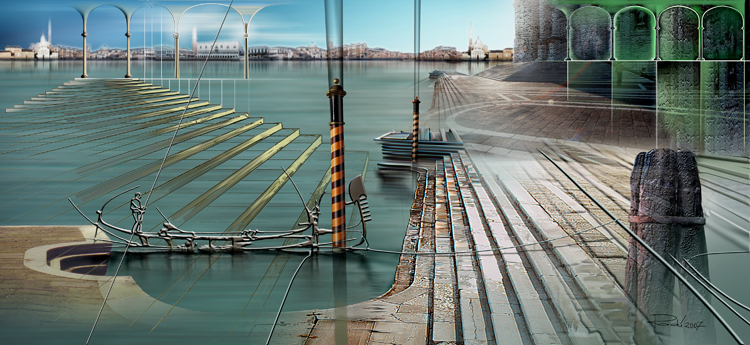
Radu, Canale della Giudecca
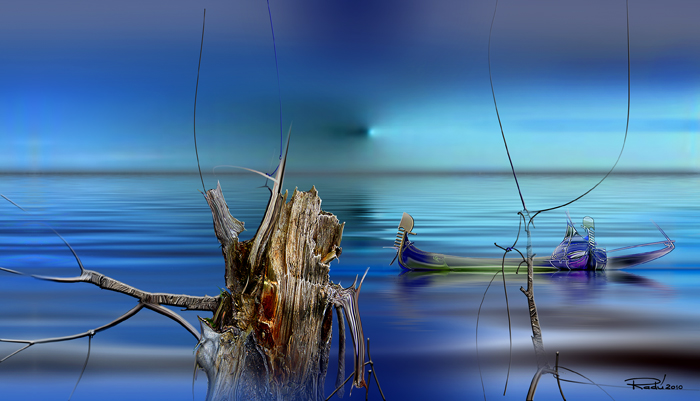
Radu, Der Gummi Horizont
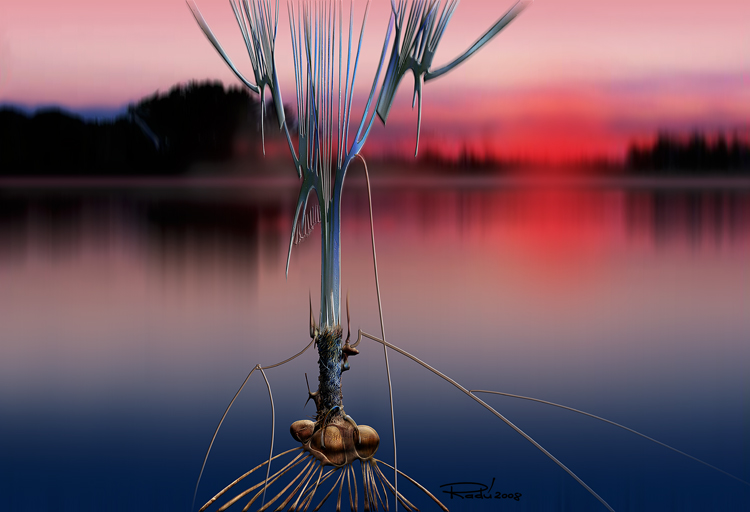
Radu, Asfintzit IV
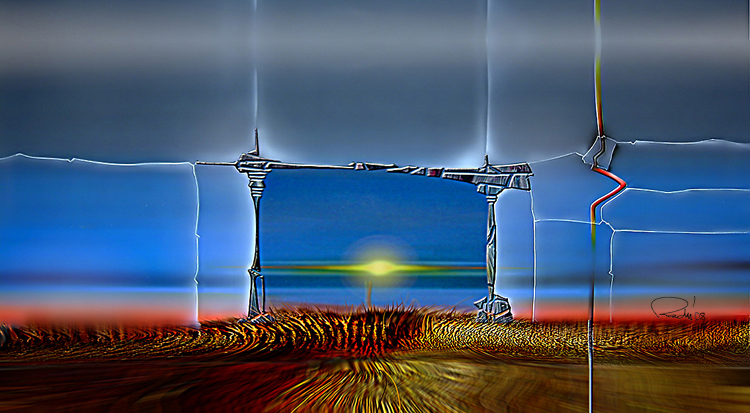
Radu, Porta desserto
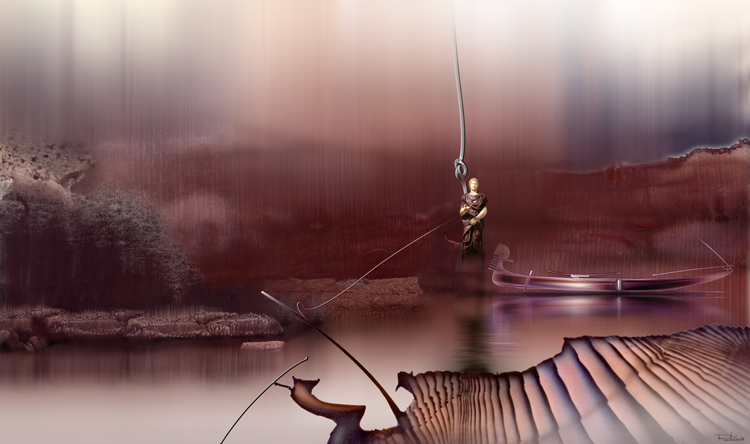
Radu, Sind wir schon soweit?

## Colecții private și de stat
Un considerabil număr de lucrări se află în muzee, galerii și colecții particulare din România, Germania, Italia, Anglia, Suedia, Austria, Franța, Australia, Brazilia, Ungaria, SUA.

## Premii și distincții
- 1999 – Cetățean de onoare al Municipiului Cluj-Napoca. Pictorul Radu-Anton Maier este distins cu titlul "Cetățean de onoare al Municipiului Cluj-Napoca" pentru activitatea sa artistică susținută de mai bine de 30 de ani.[8].
- 2000 – Marele Premiu pentru Pictură al Academiei ASLA. Expoziție personală în Sălile Academiei ASLA, în cadrul căreia pictorul Radu-Anton Maier este distins cu Marele Premiu pentru Pictură al Academiei ASLA din Oradea.
- 2003 – Ordinul Cavaler al Artelor. Pictorul Radu-Anton Maier este distins cu Ordinul Cavaler al Artelor, decernat de Academia ASLA din Oradea.
- 2021 – Ordinul Meritul Cultural în grad de Comandor, Categoria C - "Artele plastice"[9]

## Publicații (Listă selectivă)